# قصر بني خداش

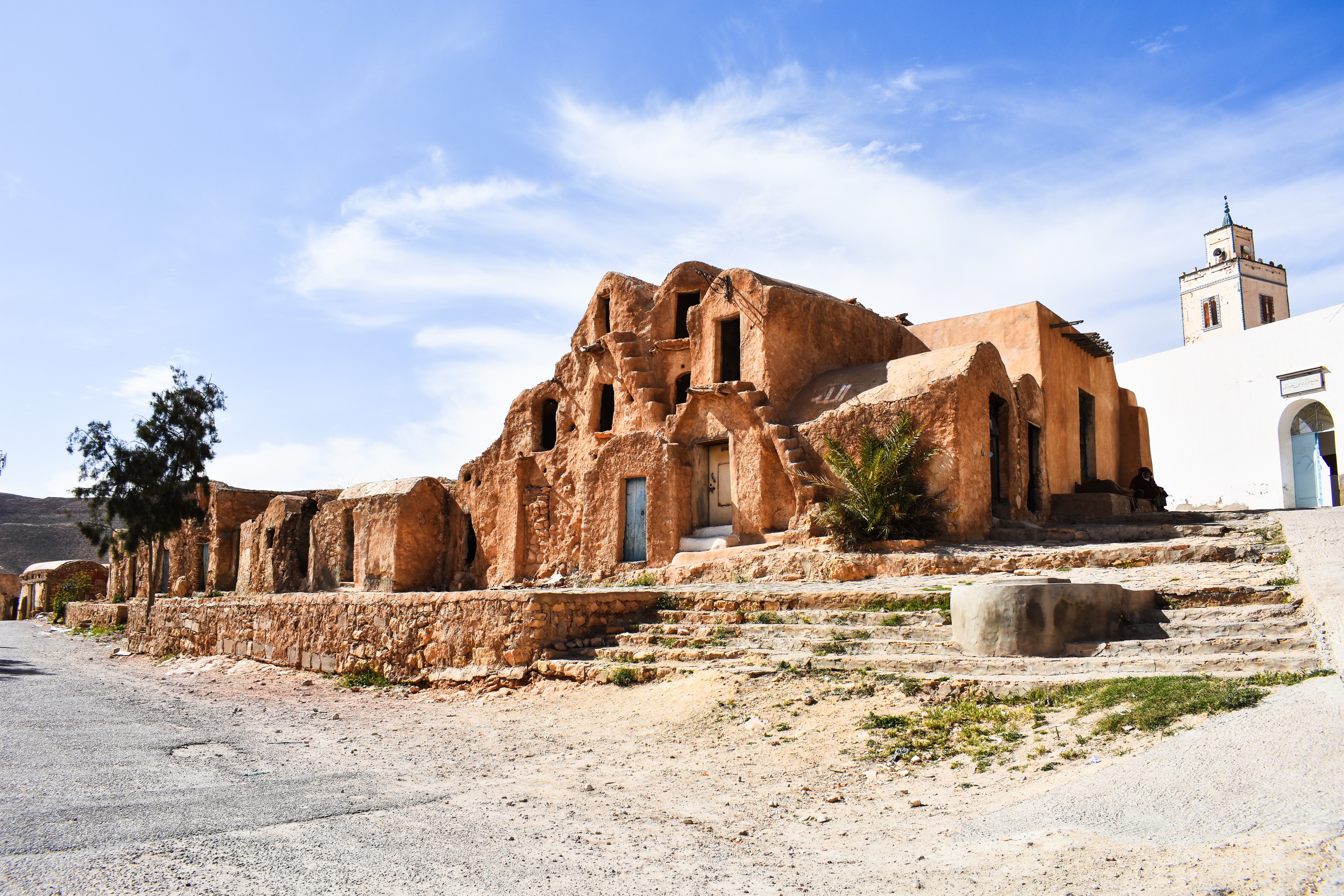

قصر بني خداش هو معلم أثري تونسي مصنف من قبل المعهد الوطني للتراث يقع في ولاية مدنين في الجنوب الشرقي التونسي، تحديدا في مدينة بني خداش تم تصنيف المعلم في يوم 15 مارس 2022
1. ↑  "الرائد الرسمي التونسي". الجريدة الرسمية _ الرائد الرسمي ع. 042 بتاريخ 15/04/2022. 15 مارس 2022. مؤرشف من الأصل في 2024-05-16.